# Lou Levy (pianista)
Louis A. Levy, detto Lou (Chicago, 5 marzo 1928 – Dana Point, 23 gennaio 2001), è stato un pianista statunitense.

## Biografia
Dopo precoci studi di pianoforte, fece il suo esordio appena sedicenne nella Big Band di Jay Burkhart (nelle cui file militavano alcuni giganti del Jazz come Sonny Stitt e Gene Ammons), in seguito suonò con l'orchestra di Boyd Raeburn, quindi accompagnatore musicale di Sarah Vaughan, nel sestetto di Georgie Auld per poi fare un tour in Svezia con Chubby Jackson.
Successivamente fu ingaggiato (1948-1949) nel Second Herd (secondo gregge) di Woody Herman (famoso per avere tra i suoi membri i mitici Four Brothers), nel 1950 è il pianista dell'orchestra di Tommy Dorsey, per poi interrompere la sua prima parte di carriera (dopo aver militato in alcune piccole formazioni), lavorando tra il 1952 ed il 1954 a Minneapolis nel settore pubblicitario.
Nel 1955 si trasferì in California lavorando come accompagnatore della cantante Peggy Lee, questa collaborazione che durerà diciotto anni fu intervallata da altri impegni sia a livello solistico (il pianista pubblicò alcuni album a proprio nome) sia come sideman di studio per altri musicisti e come pianista per altre cantanti di fama come Ella Fitzgerald, June Christy e Anita O'Day.
Durante gli anni settanta lavorò con Stan Getz, Zoot Sims, Nancy Wilson e Terry Gibbs, con la band Supersax, fu negli ultimi diciotto anni accompagnatore musicale della cantante Pinky Winters.
Morì per arresto cardiaco nella casa dell'amico e collega, il bassista e contrabbassista Max Bennett.
Tra le sue ultime collaborazioni, da ricordare quella nell'album (del 1999) della cantante Dee Dee Bridgewater "Dear Ella", che vinse un Grammy.

## Discografia
Leader / Co-Leader
- 1954 - The Lou Levy Trio (Nocturne Records, NLP-10) pubblicazione originale dell'album non realizzata per cessata attività della Nocturne Records (fine 1954), l'album fu ripubblicato nel 1988 dalla Fresh Sound Records (FSR-608)
- 1956 - Solo Scene (RCA Victor Records, LPM-1267)
- 1956 - Jazz in Four Colors (RCA Victore Records, LPM-1319)
- 1957 - A Most Musical Fella (RCA Victor Records, LPM 1491)
- 1958 - West Coast Wailers (Atlantic Records, LP 1268) con Conte Candoli
- 1959 - Lou Levy Plays Baby Grand Jazz (Jubilee Records, JLP/SDJLP-1101)
- 1963 - The Hymn (Philips Records, PHM 200056/PHS 600056)
- 1977 - Tempus Fugue-It (Interplay Records, IP-7711)
- 1978 - Touch of Class (Dobre Records, DR-1042)
- 1982 - The Kid's Got Ears (Jazzizz Records, JIR 4002)
- 1992 - Lunarcy (Gitanes Jazz Productions, 512 436-2) pubblicato in Francia
- 1993 - Ya Know (Gitanes Jazz Productions, 519 700-2) pubblicato in Francia